# Seabrook, Texas
Seabrook là một thành phố thuộc quận Harris, tiểu bang Texas, Hoa Kỳ. Năm 2010, dân số của xã này là 11952 người.

## Dân số
- Dân số năm 2000: 9443 người.
- Dân số năm 2010: 11952 người.